# Per Bach Nissen
Per Bach Nissen (* 29. April 1967 in Vejle, Dänemark) ist ein dänischer Opern-, Operetten-, Lied- und Konzertsänger in der Stimmlage Bass.

## Leben
In Vejle geboren und in Tondern und Aasiaat aufgewachsen legte Nissen seine Diplomprüfung am Royal Welsh College of Music in Cardiff ab und war danach Stipendiat am Trinity Laban College of Music. Es folgte Studien im Opernstudio am Opernhaus La Monnaie in Brüssel und ein Aufbaustudium bei Susanna Eken an der Royal Danish Academy of Music. Privat studierte er bei Robert Lloyd und Josef Loibl.
Sein Debüt gab er als Zuniga in Carmen am Linbury Studio des Royal Opera House in London und gastierte mit der Pegasus Opera Company und der British Youth Opera in Großbritannien. Seine ersten Festengagements führten ihn an das Mecklenburgische Staatstheater und zu dem Theater Vorpommern, wo er unter anderem die Partien des Sarastro in der Zauberflöte, des Colline und des Shaunard in La Bohème, des Hagen in Götterdämmerung, des Komtur in Don Giovanni, des Pimpinone in Pimpinone, des Seneca in L’incoronazione di Poppea, des Alfonso in Così fan tutte, des Ferrando in Il trovatore, des Dr. Bartolo in Il Barbiere di Seviglia und des Publio in Clemenza di Tito gesungen hat.
Von 2007 bis 2010 war er festes Ensemblemitglied am Staatstheater Augsburg, wo er Partien wie Rocco in Fidelio, Osmin in Die Entführung aus dem Serail, Raimondo in Lucia di Lammermoor, Basilio in Der Barbier von Sevilla, Van Bett in Zar und Zimmermann, Großinquisitor in Don Carlos, Goldschmied in Cardillac und Jupiter in Platée sang. Im Sommer 2010 sang er bei der Opera Zuid Dr. Bartolo in Le nozze di Figaro und debütierte damit am Concertgebouw.
Im Herbst 2010 sang er Osmin in Die Entführung aus dem Serail am Teatro Comunale di Treviso in einer Koproduktion mit der Opera Company of Philadelphia, wo er mit der Partie 2012 sein US-Debüt gab. Gastspiele führten ihn zu den Stuttgarter Philharmonikern und zum Schleswig-Holsteinischen Landestheater, wo er Lothario Mignon, Bürgermeister Preußisches Märchen, und Eremit Der Freischütz sang.
Von 2012 bis 2015 war er Ensemblemitglied an der Staatsoper Hannover, wo er u. a. Boris Lady Macbeth von Mzensk, Pogner Die Meistersinger von Nürnberg, Großinquisitor Don Carlo, Gremin Eugen Onegin, Sarastro Die Zauberflöte und Cherea Caligula gesungen hat. 2013 folgten Auftritte an der Detroit Opera in Michigan als Rocco in Fidelio und konzertante Aufführungen von Richard Wagners Ring des Nibelungen in Kopenhagen als Hagen und Fafner. 2014/15 gab er sein Debüt an der Königlichen Oper Kopenhagen und an der Oper Malmö, als Jeronimus in Maskarade (Carl Nielsen), König in Aida und Sacristano in Tosca.
2015/16 debütierte Nissen an der Frankfurter Oper als Fafner in Rheingold und Siegfried, als Gremin in Eugene Onegin an der Komischen Oper, als Polizeichef in Lady Macbeth von Mtsensk an der English National Opera in London. 2017/18 folgte ein Debüt bei den Bregenzer Festspielen als Kardinal Camillo in Beatrice Cenci, sowie Zuniga in Carmen an der Danish National Opera und Don Magnifico in Cenerentola an der Opera Østfold, Norwegen. 2019 debütierte er bei den Müpa Wagner Festspielen in Budapest als Fasolt in Rheingold und gastierte als Dr. Bartolo in Il barbiere di Siviglia an der Kgl. Dänischen Oper, Kopenhagen.
2020/21 sang Nissen die Partie des Tombeau in The Doll behind the curtain von Amir Tafreshipour (Naxos CD) an der Kgl. Oper Kopenhagen, und Leporello in Don Giovanni mit der Oxford Sinfonietta. 2022/23 debütiert Nissen an der Opera National du Rhin als Wirt in Schreckers Der Schatzgräber, und am Salzburger Landestheater als König René in Jolanthe und als Kaiser in Des Kaisers neue Waltzer von Alma Deutscher. Außerdem Sacristano in Tosca an der Kgl. Dänischen Oper. 2023/24 gab es ein Debüt an der Volksoper in Wien als König René in Jolanthe und als Jens Grand in Heises Drot og Marsk war er in Kopenhagen zu sehen. 2025/2026 Hans Foltz in Meistersinger in Kopenhagen, L'ombre du Feu Roi in Hamlet am Buxton Opera Festival, Dr. Bartolo in Barbiere di Sevilla am Theater Nordhausen.